# Zeitschrift für Württembergische Landesgeschichte
Die Zeitschrift für Württembergische Landesgeschichte (Abkürzung: ZWLG) ist eine jährlich erscheinende Geschichtszeitschrift, die von der Kommission für geschichtliche Landeskunde in Baden-Württemberg und dem Württembergischen Geschichts- und Altertumsverein gemeinsam herausgegeben wird.
Band 1 erschien im Jahre 1937 in Fortführung der Württembergischen Vierteljahrshefte für Landesgeschichte (Jg. 1 [1878] bis Jg. 13 [1890]) bzw. deren Neuer Folge (Jg. 1 [1892] bis Jg. 42 [1936]). Kriegsbedingt erschien nach dem 7. Jahrgang 1943 der 8. Jahrgang (1944–1948) erst 1948, der 9. Jg. (1949/50) 1950.